# Oberkärnten

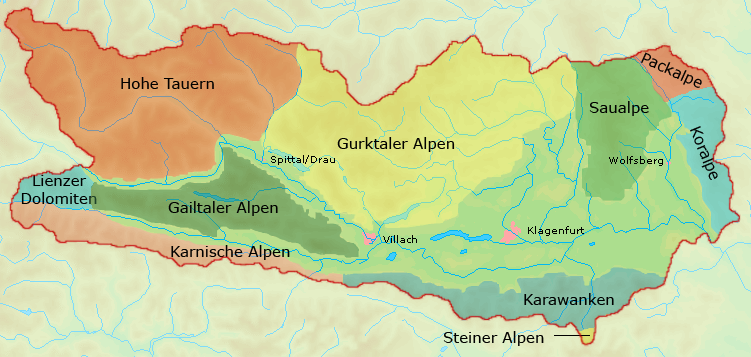
Naturräumliche Gliederung Kärntens

Oberkärnten ist der westliche, geographisch höherliegende Teil des südlichsten österreichischen Bundeslandes Kärnten.

## Oberkärnten als landschaftliche Region
Die nicht ganz trennscharfe Bezeichnung umfasst eine Fläche von ca. 6.000 Quadratkilometern, die im Wesentlichen aus dem Bereich der Hohen Tauern, der Gurktaler Alpen, der Gailtaler Alpen und der Karnischen Alpen besteht. Das städtische Zentrum ist Spittal an der Drau. Der größte Teil des Gebiets liegt über 1.000 m, alpin bis hochalpin.
Die terminologische Abgrenzung zu Unterkärnten verläuft etwa an der Linie Arnoldstein, Villach, Feldkirchen und Gurk. Oberkärnten umfasst die politischen Bezirke Spittal an der Drau, Hermagor sowie Teile der Bezirke von Villach-Land und Feldkirchen. Im Bezirk Feldkirchen verläuft die Grenze etwa entlang der Luftlinie von der Stadt Feldkirchen nach Sirnitz weiter zur Hochrindl, Ebene Reichenau und Turracher Höhe, inkludiert also die Gemeinden Reichenau, Gnesau, Himmelberg, Ossiach und Steindorf am Ossiacher See. Zentrale Flüsse sind die von Westen nach Osten fließende Drau und Gail. Der höchste Punkt ist der Großglockner.
Gegenwärtig ist Spittal an der Drau das wirtschaftliche und kulturelle Zentrum Oberkärntens, das im Schnittpunkt von Drautal, Mölltal, Liesertal bzw. dem Millstätter See-Tal / Gegendtal liegt. Weitere Städte sind Gmünd, Radenthein und Hermagor. Villach wird im heutigen Sprachgebrauch oft nicht mehr als Teil Oberkärntens gesehen, galt in der Vergangenheit aber als Hauptstadt Oberkärntens.

## NUTS-Gliederung: AT212
In der für die amtliche Statistik der EU geführte NUTS-Gliederung ist Oberkärnten eine der drei Gruppen von Bezirken (Ebene NUTS:AT-2) in Kärnten, trägt den Code AT212 und umfasst drei politische Bezirke:
- Bezirk Feldkirchen
- Bezirk Hermagor
- Bezirk Spittal an der Drau

## Geschichte

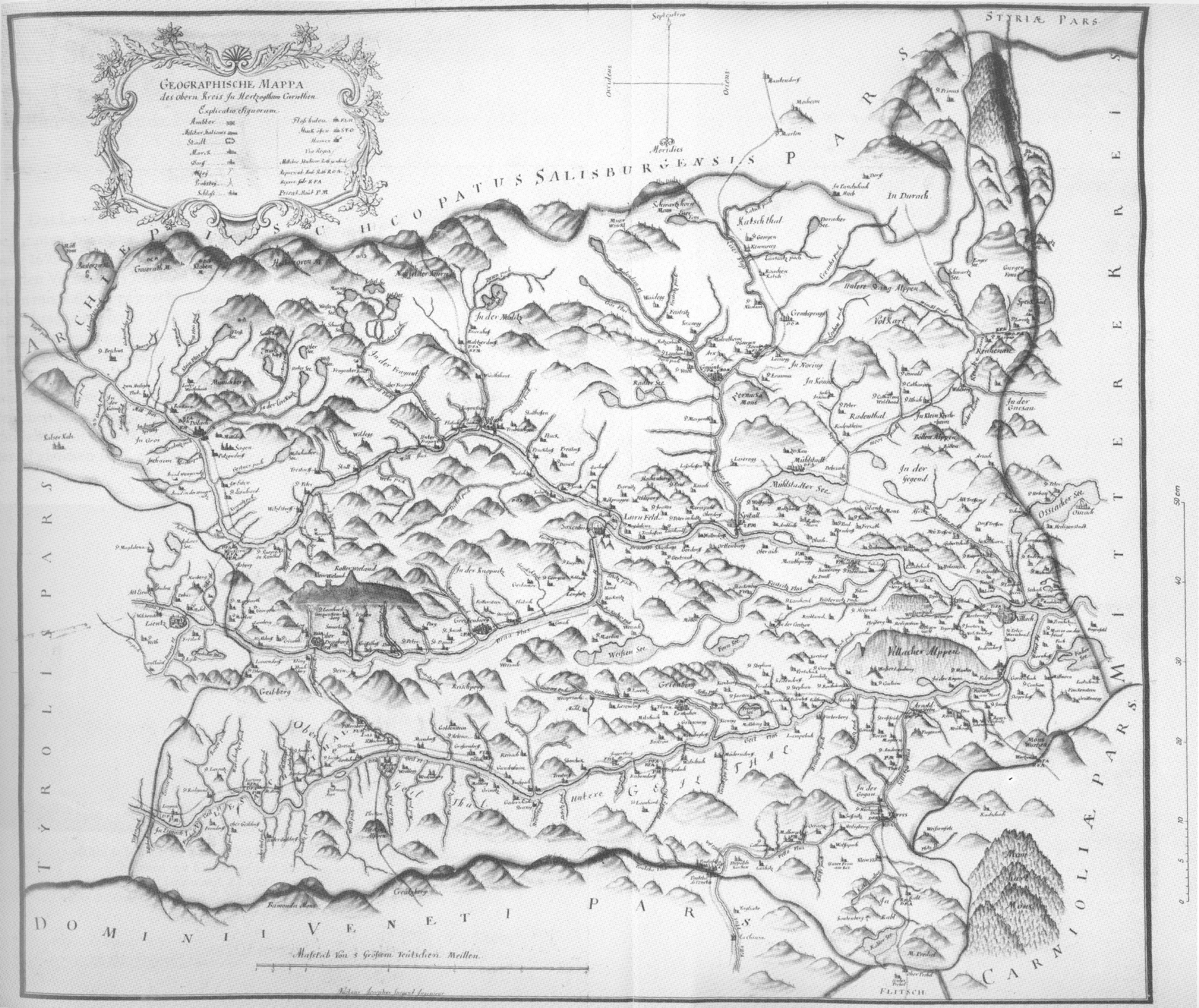
Surgant-Karte Oberkärnten um 1750

Die bisher ältesten Siedlungsspuren in Oberkärnten wurden bei Sappl und Lammersdorf in der Nähe des Millstätter Sees gefunden, wo eine jungsteinzeitliche Siedlung aus der Zeit von 3.000 bis 1.900 v. Chr. existierte. Auf frühe Bevölkerungsschichten mit indogermanischen Sprachen gehen Berg- und Flussnamen wie die Tauern oder die Drau zurück. Ab ca. 200 v. Chr. gehörte der größte Teil Oberkärntens zum Stammesgebiet der Ambidravi, der „Beiderseits der Drau Wohnenden“, eine römische Bezeichnung für die hier siedelnde norische Bevölkerung, die aus der ansässigen Bevölkerung und den neu zugewanderten Kelten hervorging. Der Hauptort war mit großer Wahrscheinlichkeit eine Siedlung bei Teurnia am Lurnfeld. Im Lauf der Jahrhunderte entwickelte sich der vier Kilometer westlich von Spittal liegende Ort, das heutige St. Peter in Holz bei Lendorf, zu einer der größten Städte Noricums, die ab der 1. Hälfte des 5. Jahrhunderts auch die Hauptstadt der römischen Provinz Noricum Mediterraneum („Binnen-Noricum“) war und damit zum lange Zeit dominierenden Herrschaftszentrum Oberkärntens.
Das vermutlich älteste Kärntner Kloster, gegründet zwischen 722 und 788, liegt zehn Kilometer entfernt in Molzbichl. Das geistliche Zentrum wurde ab etwa dem Jahre 1100 Stift Millstatt. Die größten Herrschaften im Mittelalter waren die Grafschaften Ortenburg und Lurn. Ab 1524 machten die Ortenburger Spittal zum Herrschaftsmittelpunkt (Schloss Porcia).
In Oberkärnten setzte sich um 1525 weitgehend der evangelische Glaube im Rahmen der Reformation durch, die durch Martin Luther und seine Mitstreiter ausgelöst wurde. Vor allem die Bauern und die Bergleute im Gailtal, im Drautal, im Liesertal, um Villach und Feldkirchen setzten den neuen Glauben gegen die katholische Kirche durch. Ungefähr hundert Jahre später wurde nach der Gegenreformation das lutherische Bekenntnis durch die Landesherren verboten. Die Geheimprotestanten, wie die Evangelischen danach genannt wurden, mussten ihre Lutherbibeln, Gebetbücher und andere verbotene Schriften verstecken. Gottesdienste konnten nur noch im Verborgenen gefeiert werden. Als im späten 18. Jahrhundert den evangelischen Gläubigen ihre Religionsausübung wieder gestattet wurde, haben sich beispielsweise in Weißbriach 90 Prozent als evangelisch eintragen lassen.
Mit den Verwaltungsreformen Maria Theresias wurde der Villacher Kreis eingerichtet, der in anfangs wechselnden Grenzen Oberkärnten umfasste. Zur Zeit der Franzosenkriege 1809–14 gehörte er um Osttirol erweitert als Département Haut Carinthie zu den Illyrischen Provinzen Frankreichs. Die Grenze verlief 1809 bis 1813 östlich von Rosegg, Velden und Feldkirchen zur Turrach. Nach der Wiedereingliederung Oberkärntens bestand der Kreis bis 1848, wo er im Zuge der Verwaltungsreformen, als einige kleinere Kreise aufgelöst wurden, zum Klagenfurter Kreis kam, der somit bis auf die Statutarstadt Klagenfurt ganz Kärnten umfasste.
Die vermutlich älteste Landkarte des Obern Kreis im Herzogthum Carnthen, stammt aus den Jahren um 1750, der Zeit der beginnenden Josephinischen Landesaufnahme vom Kartograph N. J. Surgant (1702–1763). Die Grenze zu Unterkärnten verläuft auf der Geographischen Mappa östlich des Kanaltals bei Raibl, über den Wurzenpass, durch den Faaker See, im Osten Villachs vorbei, durch den Ossiacher See, nach Gnesau und dann östlich der Turrach weiter nach Norden.